# Pierregot
Pierregot est une commune française située dans le département de la Somme, en région Hauts-de-France.

## Géographie

### Localisation
Pierregot est un village picard de l'Amiénois.
À vol d'oiseau, la localité est située à 5 km à l'est de Villers-Bocage, 13 km au nord-est d'Amiens, 14 km au nord-ouest de Corbie, 18 km au sud de Doullens, 19 km à l'ouest d'Albert et à 43 km au sud-ouest d'Arras.
Le territoire de la commune est limitrophe de ceux de trois communes.
Les communes limitrophes sont  Mirvaux, Molliens-au-Bois et Rubempré.

### Hydrographie
La commune est située dans le bassin Artois-Picardie. Elle n'est drainée par aucun cours d'eau.

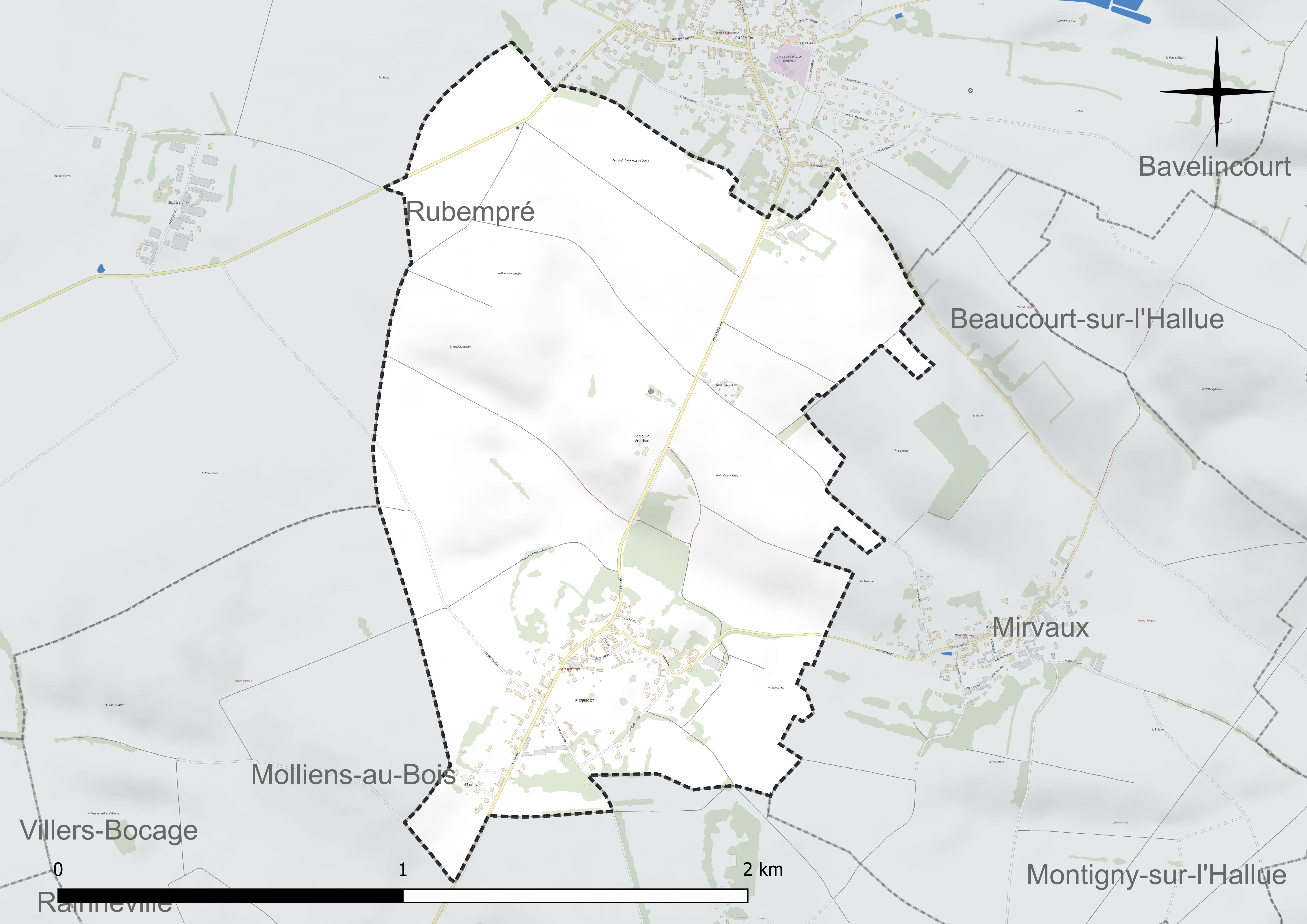
Réseau hydrographique de Pierregot.

### Climat
Pour des articles plus généraux, voir Climat des Hauts-de-France et Climat de la Somme.
En 2010, le climat de la commune est de type climat océanique dégradé des plaines du Centre et du Nord, selon une étude du CNRS s'appuyant sur une série de données couvrant la période 1971-2000. En 2020, Météo-France publie une typologie des climats de la France métropolitaine dans laquelle la commune est exposée à un climat océanique et est dans la région climatique Nord-est du bassin Parisien, caractérisée par un ensoleillement médiocre, une pluviométrie moyenne régulièrement répartie au cours de l'année et un hiver froid (3 °C).
Pour la période 1971-2000, la température annuelle moyenne est de 10,3 °C, avec une amplitude thermique annuelle de 14,2 °C. Le cumul annuel moyen de précipitations est de 797 mm, avec 12,6 jours de précipitations en janvier et 8,7 jours en juillet. Pour la période 1991-2020, la température moyenne annuelle observée sur la station météorologique la plus proche, située sur la commune de Glisy à 14 km à vol d'oiseau, est de 11,1 °C et le cumul annuel moyen de précipitations est de 646,6 mm,. Pour l'avenir, les paramètres climatiques de la commune estimés pour 2050 selon différents scénarios d'émission de gaz à effet de serre sont consultables sur un site dédié publié par Météo-France en novembre 2022.

## Urbanisme

### Typologie
Au 1er janvier 2024, Pierregot est catégorisée commune rurale à habitat dispersé, selon la nouvelle grille communale de densité à sept niveaux définie par l'Insee en 2022.
Elle est située hors unité urbaine. Par ailleurs la commune fait partie de l'aire d'attraction d'Amiens, dont elle est une commune de la couronne,. Cette aire, qui regroupe 369 communes, est catégorisée dans les aires de 200 000 à moins de 700 000 habitants,.

### Occupation des sols
L'occupation des sols de la commune, telle qu'elle ressort de la base de données européenne d'occupation biophysique des sols Corine Land Cover (CLC), est marquée par l'importance des territoires agricoles (89,7 % en 2018), en diminution par rapport à 1990 (100 %). La répartition détaillée en 2018 est la suivante : 
terres arables (84,2 %), zones urbanisées (10,3 %), zones agricoles hétérogènes (5,6 %). L'évolution de l'occupation des sols de la commune et de ses infrastructures peut être observée sur les différentes représentations cartographiques du territoire : la carte de Cassini (XVIIIe siècle), la carte d'état-major (1820-1866) et les cartes ou photos aériennes de l'IGN pour la période actuelle (1950 à aujourd'hui).

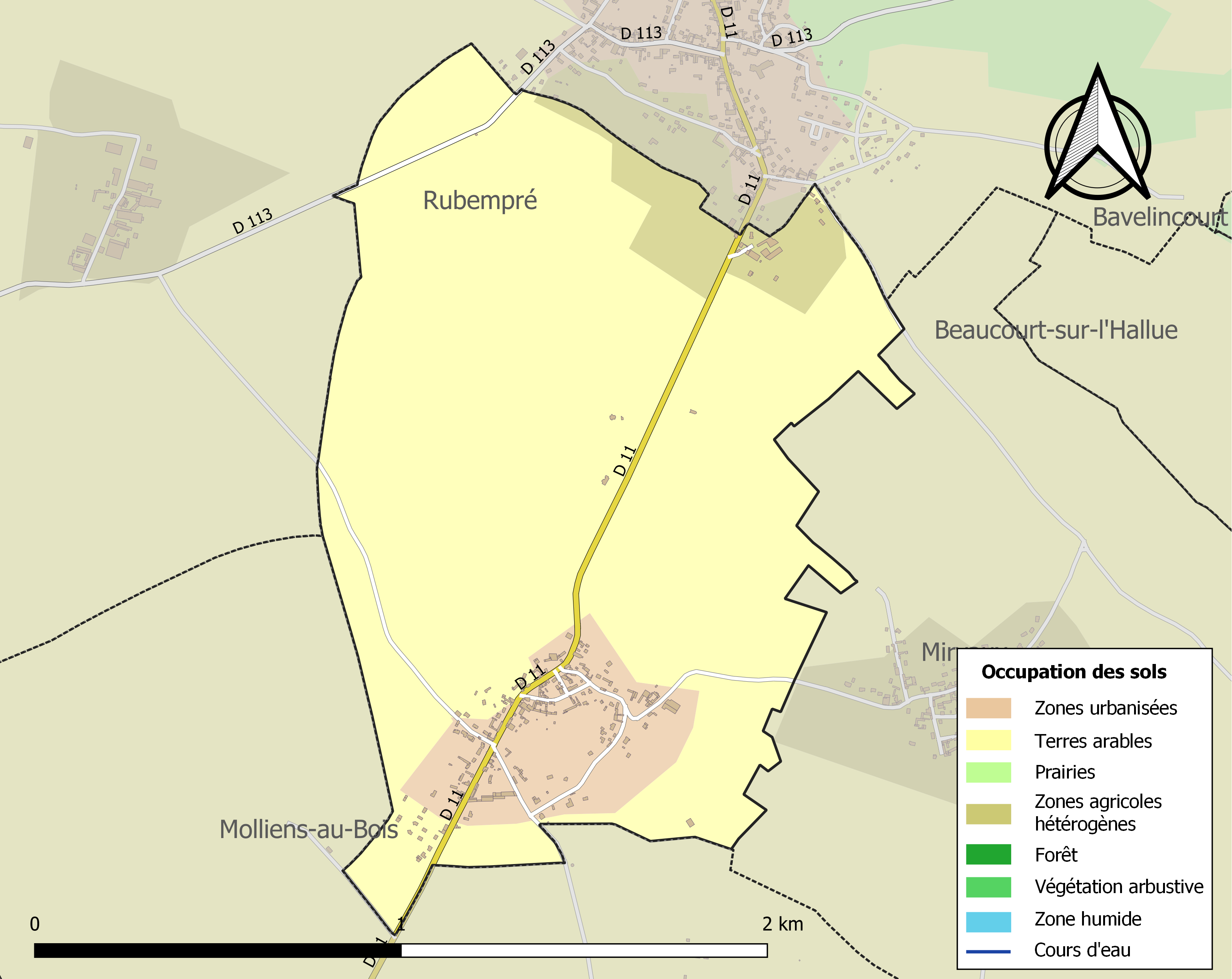
Carte des infrastructures et de l'occupation des sols de la commune en 2018 (CLC).

### Voies de communication et transports
En 2019, la localité est desservie par la ligne d'autocars no 23 (Doullens - Beauquesne - Amiens) du réseau Trans'80, Hauts-de-France, tous les jours sauf le dimanche et les jours fériés.

## Toponymie

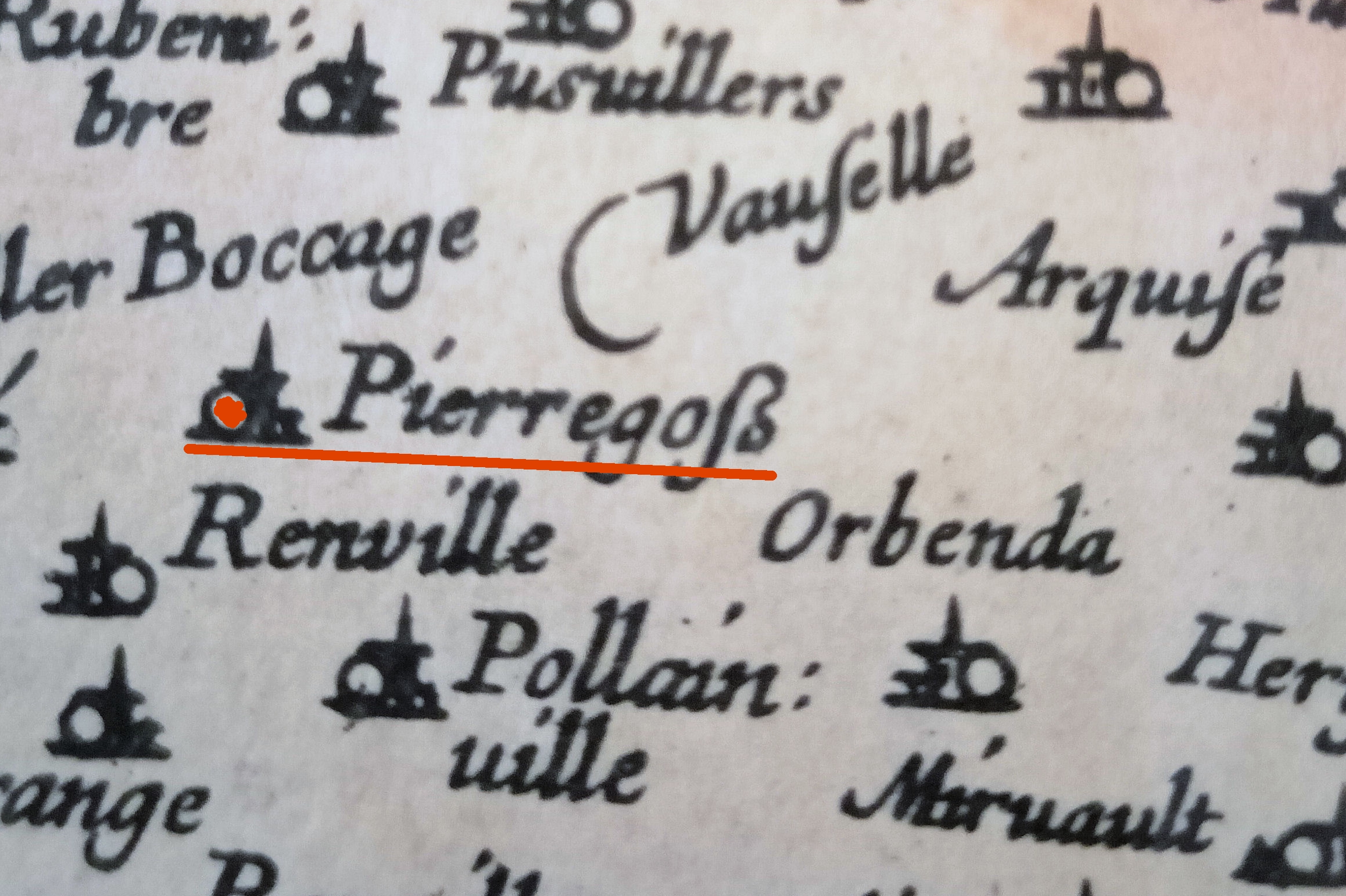
Carte de la Picardie de 1620 - Pierregoß.

Le nom de Pierregot apparaît dans les textes au XIIIe siècle, sous la forme Pierregort (1262).
Le nom de la commune est  Pièrgou en picard.

## Histoire

### Origines
L'époque néolithique
Au printemps de l'année 1974, un agriculteur travaillant son champ trouve une belle hache polie. Ce jour-là, Bernard Cuvelier ne se doute pas qu'il vient de découvrir la trace la plus ancienne de vie humaine à Pierregot. La hache polie trouvée date du Néolithique, période où des agriculteurs venus du Danube s'installent dans la région. Ces hommes organisés socialement, pratiquant l'élevage et la céramique se sédentarisent. Ils commencent à défricher les forêts, cultivent la terre et s'adonnent au commerce.
Le village se serait formé, à la suite du défrichement par des danubiens, au milieu de la forêt de Vicogne qui couvrait la région située au nord d'Amiens. Cette hypothèse parait vraisemblable puisque le vidame de Picquigny parle, dans un document daté de 1300, d'une pierre levée au milieu de cette forêt, pierre qui pourrait être le mégalithe en question.
Les regroupements humains constituent une autre particularité du Néolithique : les hommes vivent en village et construisent des enceintes fortifiées. Des traces d'enceinte transparaissent encore dans le paysage de Pierregot et sur les documents cadastraux.
Les Gaulois
Au début du premier millénaire avant notre ère, les Celtes envahissent la Picardie. Ils s'installent dans des cadres déjà en place et les nombreux objets gaulois trouvés laissent à penser qu'ils ne négligent pas le site de Pierregot.
En 1842, Monsieur Fournier, agent voyer, trouve un vase en terre cuite noir. La même année, des statuettes et d'autres vases en terre cuite sont découverts. L'année suivante, Monsieur Lartigue, chirurgien, trouve le buste d'une statuette en pierre. En 1856, plus de six cents pièces gauloises en électrum au type du cheval sont découvertes. Ces pièces, comme neuves, laissent supposer qu'il y avait là un atelier de frappe de monnaies. En 1891, Messieurs de Boutray et de Guyencourt (de la Société des Antiquaires de Picardie) font deux excursions à Pierregot dans le but d'examiner un ancien cimetière. Un groupe de six à sept tombes est mis au jour et différents objets sont trouvés : bracelets et fragments de verre blanc.
Les Romains
Sous la direction de Jules César, les légions romaines arrivent dans la région, alors appelée Gaule Belgique, en 57 avant Jésus Christ. La voie reliant Samarobriva (Amiens) à Nemetocenna (Arras) est construite. Elle passe par Pierregot où est découvert en 1842 un ponceau romain en grès et un certain nombre de restes de la voie. En 1988, Roger Jouy, architecte demeurant dans la commune, découvre en démolissant un mur ancien, un socle de borne milliaire romaine. Au sommet de ce socle, on peut toujours voir l'emplacement circulaire de la borne d'origine. Celle-ci était distante de Samarobriva de neuf milles romains par la voie antique (environ 13 km 300).
C'est ainsi qu'à Pierregot, la route s'infléchit en un arc de cercle toujours visible au niveau de l'église. Au début des années 1960, Roger Agache repère lors d'une observation aérienne « une structure sub-ovalaire marquée dans le paysage par des limites agraires et des haies ». La structure repérée correspond certainement à une enceinte fortifiée de l'époque néolithique ayant laissé sa place à une agglomération gauloise contournée par la voie romaine. L'archéologue signale également l'existence d'une aire d'habitats à l'époque gallo-romaine au lieu-dit « La plaine des moulins ».
Sous l'occupation romaine, Samarobriva prend son essor et la région connaissant la paix n'exige pas de moyens militaires importants. Avec le début des troubles du IIIe siècle, la défense de Samarobriva nécessite l'implantation de stations militaires placées sur les principaux itinéraires la reliant aux grandes cités. Un camp de ce type, apte à contenir une à deux cohortes, est repéré à Pierregot grâce à l'archéologie aérienne..
Les invasions
Malgré la création de ces camps militaires, la seconde moitié du IIIe siècle est marquée par de nombreuses incursions des peuples germaniques, en particulier des Goths. Au siècle suivant, on assiste à une invasion des Alamans en 352, rejoints par les Francs en 355. Ils ravagent le nord de la Gaule pendant cinq ans. Pirates saxons et barbares se succèdent malgré la mise en place de nombreuses garnisons au IVe siècle. Au début du Ve siècle, toutes les provinces de la Gaule sont dévastées. Les invasions marquent notre région à tel point que l'on attribue aux envahisseurs des monuments dont l'origine est antérieure.
Les origines de Pierregot sont à l'image de l'histoire de la Picardie, lieu de passage ou de vie et terre d'invasions. Enrichi par une occupation humaine ancienne, le sol picard nous éclaire sur le passé en nous livrant sans cesse de nouveaux vestiges.
Le village était un centre important d'extraction du grès au XIIIe siècle.

### Passé industriel
L'agriculture a très longtemps fait vivre la population rurale, mais n'a pas toujours représenté l'activité essentielle des villageois. À Pierregot, la transformation de matières premières en produits fabriqués -l'industrie- a constitué le mode de subsistance principal des habitants jusqu'à la fin du XIXe siècle.
Des générations entières ont vécu non seulement du travail du fer ou de la cordonnerie mais aussi et surtout de l'exploitation du grès, de la meunerie et de l'industrie textile. Nous nous intéresserons donc plus particulièrement à ces trois industries
La gresserie
L'industrie du grès est très ancienne à Pierregot qui fut un centre gressier important dès le XIIe siècle. Liée d'abord à la construction de fortifications ou de bâtiments religieux en dur, la gresserie s'est ensuite développée pour le pavage des rues des grandes cités. Les archives des villes et villages nous permettent de connaître l'origine et la destination des grès extraits entre les XIIe siècle et XXe siècles.
En 1185, Philippe d'Alsace commence l'édification de l'enceinte fortifiée d'Amiens. Cinq ans plus tard, le nouveau roi Philippe Auguste garantit à la ville d'Amiens son union perpétuelle à la couronne de France et continue la construction de l'enceinte qui portera son nom. Celle-ci va nécessiter de grandes quantités de grès pour sa muraille : Pierregot sera l'un des principaux fournisseurs.
Lors de la construction de la cathédrale d'Amiens, des grès originaires du village sont utilisés pour les soubassements. Ceci est confirmé par les historiens Georges Durand et Albéric de Calonne.
Au XIVe siècle, l'enceinte de la ville d'Amiens s'ouvre sur l'extérieur par trois portes dont celle de la grande route du nord : la porte Montrescu. Cet ouvrage nécessite, en 1390, l'achat de grès à Pierre Le Gressier et Jean Bliaut demeurant à Pierregot.
Au XVe siècle, la ville de Doullens s'approvisionne également dans le village pour ses fortifications. Elle achète des grès à Pierregot en 1408 et 1409.
À Amiens, le pavage du boulevard de la porte Montrescu en 1527, celui de la porte des Rabussons en 1571 et la construction du bastion de Longueville en 1573 sont réalisés avec des grès de la commune.
Au XVIIIe siècle, six bornes sont posées à côté des deux portes de l'Hôtel de Ville d'Amiens. Ces bornes sont fournies par Nicolas Caron, gressier à Pierregot, en 1724. Pour la Halle au blé d'Amiens, d'autres grès seront achetés en 1784.
L'industrie du grès a connu son plein essor entre les XIIe et XVIe siècles pour observer un ralentissement durant les trois siècles suivants et agoniser au début du XXe siècle. Les gressiers des Pierregot ont durant cette période, non seulement fourni des grès pour le pavage et la construction d'édifices publics mais également pour bon nombre de constructions privées dont nous ne pourrions faire l'inventaire.
La meunerie
Pierregot fut longtemps un pays de moulins. Si ceux-ci ont disparu aujourd'hui, les lieux-dits cadastraux et la tour en grès du moulin Arrachart constituent les traces de ce passé florissant.
En Picardie, les moulins à vent apparaissent à la fin du XIIe siècle. Dans un premier temps, ils sont la propriété des seigneurs locaux. Chaque paysan doit utiliser le moulin banal pour moudre son grain moyennant une redevance. En 1390, les archives de Pierregot font état d'amendes à payer par les paysans ne respectant pas cette obligation. Le moulin devient alors un moyen d'oppression supplémentaire.
Puis la meunerie se libéralise et les moulins à vent fleurissent autour du village. Moulins construits en dur ou moulins en bois se côtoient en nombre dans la plaine environnant Pierregot. Chaque meunier capte de façon ingénieuse le vent pour faire fonctionner son outil de travail. En ce qui concerne le moulin Arrachart, seules la tête, la toiture et les ailes sont mobiles et tournent sur la jante grâce à des galets. La tête obéit aux déplacements d'une longue perche oblique appelée « queue ». En bougeant cette queue, le meunier capte le vent de mer, de Lorraine, d'Écosse ou du nord.
Le lieu-dit « Plaine des moulins » évoque toujours la grande période de la meunerie à Pierregot. La création des minoteries à vapeur sonne le glas des moulins à vent qui restent sans ouvrage. Au début du XXe siècle, seul un moulin fonctionne encore sur le terroir de la commune : celui-ci s'arrêtera en 1932.
Le moulin Arrachart, dont la tour est encore dressée fièrement devant Notre Dame O Pie, ne transforme plus le blé en farine mais demeure le vestige d'une période faste, aujourd'hui révolue..
L'industrie textile
La forte expansion économique du XVIIIe siècle s'est accompagnée d'une montée en puissance de l'industrie textile française. Les métiers à tisser des grandes villes sont en grande partie approvisionnés par les filés fabriqués dans les villages alentour.
À Pierregot, un important cheptel ovin fournit aux XVIIe et XVIIIe la matière première à de nombreux fileurs de laine. Leur production s'écoule, en grande partie, sur le marché au fil qui se tient trois fois par semaine à Amiens.
Outre les fileurs, les tisserands sont très nombreux à Pierregot. Ceux-ci d'abord appelés « sayeteurs » ou « saieteurs » prennent le nom de « tisseurs » à partir de 1846. Ils travaillent la laine, le chanvre et le lin. Après 1850, on tisse plus fréquemment le jute et le velours.
La production textile rurale est bien souvent associée à une activité agricole : un petit lopin de terre est cultivé par le père pendant que femme et enfants filent ou tissent dès l'âge de douze ans. En 1851, la population de Pierregot atteint 652 habitants et la fabrication à domicile est à son apogée. On y dénombre plus de cent métiers à tisser, ce qui restitue bien le niveau du potentiel industriel du village à l'époque.
À la fin du XIXe siècle, une concentration de l'industrie textile s'opère : les petits artisans se regroupent dans les grands ateliers amiénois et privent les tisseurs ruraux de leurs débouchés traditionnels. Ces derniers partent travailler en ville et Pierregot se dépeuple parallèlement au déclin de son industrie textile.
Après la Première Guerre mondiale, les métiers à tisser encore en activité ne produisent plus les grandes pièces de toile d'autrefois. L'artisanat textile à domicile, moribond, s'éteint définitivement à la fin des années 1920-1930.
La Picardie est une région agricole mais les Picards ont vécu pendant plusieurs siècles de l'industrie et de l'artisanat de production à domicile. Avec la révolution industrielle du XIXe siècle la production rurale décline dans tous les domaines au profit des entreprises urbaines de taille importante. Pierregot n'échappe pas à la règle et les petits producteurs quittent le village pour se faire embaucher à Amiens. Des familles entières quittent la commune où seule la population agricole se maintient quelque temps. En ce nouveau millénaire, les paysans se font rares et il devient difficile d'imaginer l'intense activité qui a régné au village pendant plusieurs siècles..
Pierregot était au Moyen Âge le siège d'une seigneurie appartenant à l'évêque d'Amiens, qui fit élever le moulin Arrachard, moulin à vent dont la tour est toujours visible, entre Pierregot et Rubempré.

## Politique et administration

### Rattachements administratifs et électoraux
La commune se trouve dans l'arrondissement d'Amiens du département de la Somme. Pour l'élection des députés, elle fait partie depuis 2012 de la quatrième circonscription de la Somme.
Elle faisait partie depuis 1801 du canton de Villers-Bocage. Dans le cadre du redécoupage cantonal de 2014 en France, la commune intègre le canton de Corbie.

### Intercommunalité
La commune faisait partie de la communauté de communes Bocage Hallue, créée fin 1999.
Dans le cadre des dispositions de la loi portant nouvelle organisation territoriale de la République du 7 août 2015, qui prévoit que les établissements publics de coopération intercommunale (EPCI) à fiscalité propre doivent avoir un minimum de 15 000 habitants, la préfète de la Somme propose en octobre 2015 un projet de nouveau schéma départemental de coopération intercommunale (SDCI) qui prévoit la réduction de 28 à 16 du nombre des intercommunalités à fiscalité propre du Département.
Ce projet prévoiyait la « fusion des communautés de communes du  Bernavillois, du Doullennais et de Bocage Hallue », le nouvel ensemble de 34 661 habitants regroupant 70 communes. À la suite de l'avis favorable du Doullennais, du Bernavillois, de l'avis défavorable de Bocage-Hallue (dont une partie des communes souhaitait rejoindre la communauté d'agglomération Amiens Métropole), puis de l'avis favorable de la commission départementale de coopération intercommunale en mars 2016.
C'est ainsi que l'arrêté préfectoral du 5 octobre 2016 créant la communauté de communes du Territoire Nord Picardie a pris effet le 1er janvier 2017, dont la commune est désormais membre..

### Liste des maires
| Période                                  | Période                       | Identité        | Étiquette | Qualité                                                   |
| ---------------------------------------- | ----------------------------- | --------------- | --------- | --------------------------------------------------------- |
| Les données manquantes sont à compléter. |                               |                 |           |                                                           |
| avant 1981                               |                               | Jacques Guilloy | PSU       |                                                           |
| Les données manquantes sont à compléter. |                               |                 |           |                                                           |
| mars 1981                                | mars 2008                     | Gérard Philippe |           |                                                           |
| mars 2008                                | 2014                          | Daniel Sauvet   |           |                                                           |
| 2014                                     | En cours (au 24 juillet 2020) | Loïc Dupont     |           | Professeur des universités Réélu pour le mandat 2020-2026 |

## Démographie
L'évolution du nombre d'habitants est connue à travers les recensements de la population effectués dans la commune depuis 1793. Pour les communes de moins de 10 000 habitants, une enquête de recensement portant sur toute la population est réalisée tous les cinq ans, les populations de référence des années intermédiaires étant quant à elles estimées par interpolation ou extrapolation. Pour la commune, le premier recensement exhaustif entrant dans le cadre du nouveau dispositif a été réalisé en 2008.

En 2022, la commune comptait 282 habitants, en évolution de +1,44 % par rapport à 2016 (Somme : −1,26 %, France hors Mayotte : +2,11 %).
| 1793 | 1800 | 1806 | 1821 | 1831 | 1836 | 1841 | 1846 | 1851 |
| ---- | ---- | ---- | ---- | ---- | ---- | ---- | ---- | ---- |
| 340  | 483  | 378  | 485  | 566  | 625  | 614  | 661  | 652  |

| 1856 | 1861 | 1866 | 1872 | 1876 | 1881 | 1886 | 1891 | 1896 |
| ---- | ---- | ---- | ---- | ---- | ---- | ---- | ---- | ---- |
| 635  | 582  | 519  | 428  | 392  | 359  | 367  | 342  | 311  |

| 1901 | 1906 | 1911 | 1921 | 1926 | 1931 | 1936 | 1946 | 1954 |
| ---- | ---- | ---- | ---- | ---- | ---- | ---- | ---- | ---- |
| 279  | 285  | 262  | 224  | 213  | 182  | 188  | 174  | 173  |

| 1962 | 1968 | 1975 | 1982 | 1990 | 1999 | 2006 | 2008 | 2013 |
| ---- | ---- | ---- | ---- | ---- | ---- | ---- | ---- | ---- |
| 153  | 179  | 180  | 211  | 250  | 243  | 248  | 250  | 260  |

| 2018 | 2022 | - | - | - | - | - | - | - |
| ---- | ---- | - | - | - | - | - | - | - |
| 282  | 282  | - | - | - | - | - | - | - |

## Culture locale et patrimoine

### Traditions
- Les cafés d'autrefois[34]

Si, en passant par Pierregot, vous cherchez un débit de boissons pour vous désaltérer, ne perdez pas votre temps, le dernier a fermé ses portes il y a une trentaine d'années. Pourtant, le village comptait encore six cafés après la Première Guerre mondiale. Ils étaient autant de lieux de rencontre et d'animation à une époque où les moyens de circulation étaient peu développés. Toutes les occasions étaient bonnes pour s'y rendre et les hommes y consommaient bon nombre d'alcools. Mais le cafetier des années 1900 ne roule pas sur l'or et se voit obligé d'exercer une autre profession pour joindre les deux bouts et nourrir sa famille : à Pierregot, il peut tirer des revenus complémentaires en étant épicier, artisan ou cultivateur.
Les cafés au quotidien
Fréquentés par les habitants et les gens de passage, les cafés ont une clientèle masculine. En dehors des fêtes et des mariages, les femmes ne vont pas dans les débits de boissons. Elles s'y rendent quelquefois pour récupérer un mari éméché et le traîner jusqu'à la maison. Au début du siècle, les hommes boivent beaucoup et il y a de nombreux « habitués ». On se souvient d'un alcoolique notoire qui faisait la tournée des bistrots et tombait ivre mort au café de la place. Arthur Duval, le propriétaire, se fâcha et lui interdît l'entrée de son établissement.
Les cafés de Pierregot étaient tous situés sur la rue principale traversant la commune. Ils étaient ouverts toute la journée et la législation de l'époque n'imposait pas d'heure de fermeture fixe. Dans la journée, les cafés de la montagne et de la jeunesse avaient une clientèle plus importante que les autres en raison de la proximité de la forge de Monsieur Carton. Pendant que le maréchal ferrait les chevaux ou réparait une machine agricole abîmée, les clients attendaient dans ces cafés voisins.
L'été, certains cafetiers sortaient des chaises sur les trottoirs et les gens venaient boire en mangeant leur casse-croûte (pain, lard, oignons... ). On offrait facilement un coup à boire afin de remercier un collègue pour un service rendu ou simplement pour discuter en buvant une bière fraîche.
En fin de journée, on se retrouvait fréquemment au café pour se détendre quand le travail était terminé.
Parfois, les clients pouvaient miser quelques sous au jeu de hasard proposé par une « tirloteuse » qui passait de café en café. Il s'agissait de deviner la carte qu'on allait tirer. Cette femme remettait de petits lots aux joueurs chanceux qui « tirlotaient » de nouveau.
Les dimanches et fêtes
Les cafés connaissaient une affluence importante les dimanches et jours de fête. Après la messe dominicale, les paroissiens se répartissaient dans les différents établissements pour prendre un verre. Après le repas familial à la maison, les hommes retournaient au café pour jouer aux cartes. Au café de la place, un billard français était à la disposition de la clientèle au premier étage : c'était le seul du village. En fin de journée, l'alcool aidant, on poussait la chansonnette et on reprenait en chœur « les montagnards ».
Le 14 juillet se déroulait le grand concours de manille de Pierregot et les cafés fermaient plus tard que de coutume.
Les jours de mariage, la tradition était que la noce se rende dans tous les cafés. Les mariés décidaient préalablement de ce qu'ils allaient boire (sirop, bière ou café) et les cafetiers devaient être capables d'abreuver tout le monde. Aucun café n'était évité pour ne pas faire de jaloux et tout le monde s'amusait jusqu'aux alentours de vingt heures, l'heure du repas de mariage.
Les boissons
Dans les cafés de Pierregot, il était possible de déguster différents alcools (cognac, rhum, eau de vie), de la bière ou du café pour se réchauffer. Durant la guerre 14-18, les soldats avaient pu apprécier le vin qui leur était servi à volonté pour les faire tenir et patienter dans les tranchées. De retour au village, ils ont tout naturellement continué à en boire.
Les clients des cafés pouvaient également demander un certain nombre de mélanges :
- du « tchot pot » : café chaud sucré additionné d'eau de vie ;
- « del bistouille » : café chaud sucré mélangé à du rhum ou du cognac ;
- du café tricolore : café allongé de kirsch, de cognac et de rhum blanc ;
- du mêlé-cass : eau de vie mêlée de cassis.

Le choix des boissons est souvent lié au coût. Ainsi les ouvriers de ferme préféraient une grosse goutte (eau de vie de cidre bon marché) ou un « tchot pot » deux fois moins cher que la « bistouille ». Les paysans avaient quelquefois une fiole d'eau de vie et rallongeaient le café du débit de boissons pour obtenir un « tchot pot » à moindre coût.
La vie des cafetiers
Les propriétaires de débits de boissons ont toujours une autre activité. Monsieur Bellanger qui tient le café du commerce tient également une épicerie, Monsieur Duval du café de la place est cultivateur. Le tenancier du café de la jeunesse exerce aussi la profession de charcutier. Au café de la mairie, on peut trouver, jusqu'en 1970, une cabine téléphonique, du tabac, des journaux, de l'épicerie, de la mercerie, enfin de tout ! En cessant son activité, Lucette a privé la population d'un apport précieux.
Raymonde Duval, la doyenne de Pierregot âgée de quatre-vingt-quatorze ans, se souvenait en 1998 du café de la place tenu par son père au début du siècle et exprimait avec nostalgie la vie des cafetiers d'autrefois : « Je ne sais pas comment ils arrivaient à gagner deux sous, pourtant ils s'en sortaient, c'était une vie agréable ». « Tout a changé quand les gens ont eu des vélos (entre les deux guerres), ça n'a plus été la même vie » précise-t-elle.
En effet, à partir de cette époque, on sort plus facilement du village. Ce phénomène constitue le début du déclin des débits de boissons à Pierregot. Ceci se confirmera avec l'apparition des automobiles après la Seconde Guerre mondiale.
Café du commerce, café de la place, café de la mairie, café Daveluy, café de la jeunesse ou café de la montagne, tous ces noms de débits de boissons évoquent pour les anciens de Pierregot le souvenir d'une convivialité quelque peu disparue. Ils trouvaient, dans ces lieux de rassemblement, d'échange et de détente, un peu de réconfort après de dures journées de travail.
- Distractions et vie associative[36]

Actuellement, les loisirs occupent une place importante dans notre vie alors que les générations passées travaillaient beaucoup et s'accordaient peu de distractions. À Pierregot comme ailleurs, les fêtes religieuses ou familiales constituaient de rares moments de détente pour les villageois. À la fin du XIXe siècle, la situation évolue et progressivement des animations sont proposées à la population. Au début du XXe siècle, bien qu'ils soient des lieux de vie très conviviaux, les cafés ferment les uns après les autres pour diverses raisons. Des associations vont être créées pour offrir aux Pétragotiens les divertissements quels attendent.
Des distractions à la culture
Les habitants de Pierregot ont longtemps vécu une vie de dur labeur laissant peu de temps aux amusements. Cependant ils respectent le jour du Seigneur et profitent des différentes fêtes pour se détendre. Le soir, ils vont “ chez l'un, chez l'autre ” boire un coup et discuter au coin du feu. Les hommes vont souvent au café et pratiquent la chasse dont le droit est acquis depuis la Révolution. La fin des moissons et la fête de Pierregot donnent lieu à des réjouissances. Le 14 juillet est souvent l'occasion d'une fête patriotique. Les habitants de la commune ne sont pas considérés comme des républicains purs et durs mais ils ne sont pas contre les distractions. Ainsi l'inauguration de l'école, de la salle de la mairie et l'installation d'un buste de la République occasionnent une grande fête le dimanche 25 septembre 1881 à laquelle sont présentes de nombreuses personnalités. L'arrivée des instituteurs dans tous les villages après les lois de Jules Ferry bouscule quelque peu les habitudes. Outre l'enseignement qu'il prodigue aux enfants de six à treize ans, l'instituteur va se mettre au service de toute la population. En 1897, Monsieur Blangier, maître d'école à Pierregot, fait une conférence sur la Révolution française. Un auditoire important applaudit le récit captivant de " ch'maristér ".
Peu à peu se développe le besoin de se distraire autrement. Des activités culturelles sont proposées grâce au dévouement de l'instituteur. Ainsi, en avril 1900, l'association de la jeunesse présente un spectacle de quatre heures au cours duquel est interprété “ L'avare ” de Molière. En février 1901, l'association amicale des anciens élèves de l'école de Pierregot organise une soirée récréative à la salle de la mairie. Le public s'amuse en écoutant récits et chansonnettes et en découvrant saynètes et pièces du répertoire classique.
Au fil du temps, les Pétragotiens prennent goût aux divertissements culturels et les associations proposent régulièrement des spectacles qui connaissent un certain succès. En ce qui concerne la pratique du sport, il n'en va pas de même : il n'y a pas à Pierregot de tradition sportive, pas d'équipe de football ou de ballon au poing, même si un dicton picard de la fin du XIXe siècle fait référence aux joueurs de balle de la commune : “ Ch'est un jueux d'balle d'pierregot, I met neuf tout d'go ”.
Les premières associations
La salle des fêtes, construite après la Seconde Guerre mondiale, va permettre de programmer des matinées récréatives dans un local adapté : Pierregot est alors un des rares villages des alentours à bénéficier d'une infrastructure de ce type. L'existence de ce lieu va faciliter et sans doute encourager la naissance d'associations dans la commune.
Le 15 janvier 1948, Daniel Duval, agriculteur, déclare à la préfecture de la Somme “ L'Association des chasseurs de Pierregot ”. Il devient ainsi le président fondateur de la première association “ loi 1901 ” du village.
Le 10 mars de la même année, Monsieur Duhamel, l'instituteur fonde “ L'Amicale des anciens élèves ”. Cette association a pour objet la poursuite de l'œuvre éducative de l'école laïque. Elle fonctionne, malgré quelques vicissitudes, fidèle à sa vocation initiale pendant vingt-cinq ans.
En 1965, le besoin d'occuper les enfants pendant les grandes vacances entraîne la création d'une troisième structure : “ L'Association familiale rurale de Pierregot-Mirvaux ”. Marcel Thuillier, élu président, réunit autour de lui de nombreux parents souhaitant la mise en place d'un centre aéré pour leur progéniture. Des kermesses sont organisées en fin de centres au cours desquelles les enfants présentent de sympathiques spectacles aux familles.
Le 23 septembre 1972, de nombreuses personnes intéressées par la sauvegarde de la chapelle de Pierregot se réunissent pour constituer une nouvelle association : “ Les amis de Notre Dame 0 Pie ”. Avec Léonce Vilbert, le président, les membres qui s'attachent à restaurer et à entretenir la chapelle dans un but tant touristique que spirituel. Ils œuvrent afin d'obtenir le classement de l'édifice aux monuments historiques, font aménager le site et envisagent la formation de jeunes aux travaux de restauration. Moins d'un an plus tard, la chapelle est inscrite à l'inventaire des monuments historiques et la remise en état du bâtiment s'effectue grâce au travail acharné des “ amis de Notre Dame 0 Pie ”.
En 1973, le nouveau conseil d'administration de l'Amicale des anciens élèves modifie ses statuts pour proposer des activités plus récréatives (voyages, bals, concours de cartes, rallyes...) s'écartant ainsi de son objet premier. Cela redonne un peu de vie à la commune qui ne possède pas de comité des fêtes. Les jeunes se mobilisent afin de mener à bien les nouveaux projets.
La Maison pour tous
Les différentes associations créées à Pierregot depuis 1948 offrent une certaine animation aux habitants du village qui résistent à l'attrait de la ville toute proche et à ses distractions. Cependant une nouvelle génération avide de changements exprime d'autres besoins au lendemain des élections municipales de 1977. Une trentaine de jeunes de Pierregot et de Mirvaux se rassemblent à la mairie pour revendiquer de nouvelles activités.
Ils décident de réaliser un reportage vidéo sur la commune et de monter une exposition pour le 14 juillet 1978. Alain Wadbled qui chapeaute l'opération, veut aller plus loin et fonde le 3 novembre 1978 “ La Maison pour tous de Pierregot ”, cinquième association d'un village qui comporte à l'époque à peine deux cents habitants. Affiliée à la fédération régionale des maisons des jeunes et de la culture, la Maison pour tous bénéficie de la collaboration d'un conseiller d'animation de la direction départementale de la jeunesse et des sports. Très rapidement une bibliothèque est installée à la mairie, des films sont projetés à la salle des fêtes et des activités sportives sont proposées de façon structurée pour la première fois dans le village. Une équipe de tennis de table participe aux tournois " jeunesse et sports ", une équipe de volley-ball est engagée dans un championnat, des concours de boules sont organisés et un club de gymnastique est ouvert à la population féminine. Les habitants peuvent également pratiquer la natation, le tir à la carabine et le cyclotourisme. Des spectacles (concerts de rock, théâtre), des bals folkloriques se déroulent dans la salle des fêtes devenue vétuste : très rapidement il faut la rénover et l'agrandir. La municipalité s'en charge et une Maison du temps libre est inaugurée le 7 novembre 1981 par Jacques Guilloy, maire de la commune, en présence de Jacques Fleury, député, et Charles-Edmond Lenglet, sénateur, ainsi que d'autres personnalités.
La Maison pour tous de Pierregot, première association de ce genre dans un petit village relève les défis qu'elle a lancés. Malgré l'absence d'animateur salarié et disposant de peu de moyens, elle parvient à dynamiser la commune. En collaboration avec des associations extérieures, elle réalise des actions d'envergure. En 1980, six cent cinquante personnes assistent à une représentation du cirque Reno qui revient trois ans plus tard à Pierregot. L'association participe aux jeux intervillages du secteur et en assure l'organisation en 1988. Le travail en partenariat et l'ouverture sur l'extérieur permettent à la Maison pour tous de Pierregot d'atteindre complètement les buts fixés par ses fondateurs.
Touchés par l'exode rural qui caractérise notre siècle, les villages laissent trop souvent une impression de “ cités dortoirs ”. Les cafés, les commerces et les écoles disparaissent et avec eux un certain type de vie. Les municipalités tentent d'aider les associations fondées pour animer et apporter quelques distractions aux habitants. Avec cinq structures, Pierregot a longtemps survécu grâce à ce mouvement associatif qui a rassemblé et mobilisé la population durant de nombreuses années.

### Lieux et monuments
- Les muches. Pierregot héberge un réseau de muches, environ 80 chambres implantées de chaque côté de couloirs taillés dans la craie, à 10 mètres de profondeur. Le BRGM a établi une cartographie de ces caches qui rappellent leur existence par des éboulements comme en 2012, 2014 et 2021[38].
- La croix Dezaleux[39]

Pendant près de trois siècles, le voyageur utilisant l'ancienne voie romaine reliant Amiens à Arras pouvait admirer, en arrivant à Pierregot par le sud, une petite croix de grès assez élégante. Cette croix portant la date de 1694, plantée à même le sol, n'avait rien à voir avec les nombreux calvaires que l'on trouve au bord des routes et semblait symboliser l'existence même du village : la pierre et la religion ayant toujours été intimement liées à son histoire. En effet, selon toute vraisemblance, la raison de l'implantation  humaine à Pierregot serait associée à l'existence d'un lieu consacré au culte : une pierre druidique dans la forêt qui a probablement donné son nom à la commune. Beaucoup plus tard, au début de l'époque dite romane, l'industrie du grès s'y est développée avec l'apparition des premiers monuments religieux aux soubassements en pierres de grès. Le passage présumé de saint Martin, la découverte d'une statue miraculeuse de la Vierge à la fin du Moyen Âge, la construction d'une abbaye et le pèlerinage dit de la Rachane sont autant d'éléments qui ajoutés aux précédents, mettent en avant l'importance de la pierre et de la religion à Pierregot. Tel un emblème la croix «d'zaleux» se dressait à l'entrée de la commune et faisait partie intégrante du paysage jusqu'au jour de sa disparition. Au début des années 1970, ce qui symbolisait un village et son histoire était volé par quelque amateur de vieilles pierres peu scrupuleux. Peu de temps avant le larcin, la croix était tombée. Le maire de l'époque, Jean Debeauvais la fit redresser par le garde champêtre. Ce petit événement fit l'objet d'un article dans la presse locale et quelques jours plus tard la tricentenaire avait disparu. Bien qu'aucune piste n'ait permis de la retrouver, elle suscite toujours l'intérêt. Différentes hypothèses quant à sa dénomination exacte et à son origine sont envisageables.
La croix des alleux
Sous l'ancien régime, il existait des terres allodiales, également appelées alleux, qui avaient la particularité d'être libres de toute subordination. Ces biens constitués de parcelles de terre souvent exiguës et non soumises au régime féodal, étaient très répandues dans le nord de la France. La croix volée se trouvait à la limite de deux terroirs (Molliens-aux-Bois et Pierregot). Elle était plantée là telle une borne délimitant deux propriétés qui auraient pu être des alleux, d'où notre hypothèse. Mais un inventaire effectué en 1674 précise que la limite de deux fiefs avait été fixée à l'endroit précis où vingt ans plus tard notre croix fut plantée. Celle ci n'a donc pu être dénommée « croix des alleux » puisqu'elle se trouvait au milieu de terres soumises au régime féodal : le fief d'Aubigny et le fief Ratron.
La croix de Saleux
D'après une légende du village encore vivace aujourd'hui, cette croix aurait été plantée à cet endroit pour commémorer la mort d'un noble. Le neveu d'un seigneur de Saleux s'en était allé en pays lointain pendant une longue période. Ne le voyant revenir, son oncle le fit rechercher plusieurs fois en vain et le crut mort. Sans autre héritier, il donna une partie de ses biens aux moines de l'abbaye de Corbie, ne gardant que le nécessaire pour finir sa vie correctement. Mais un jour, le neveu bien vivant revint et apprit que l'héritage convoité n'existait plus. Furieux, il assassina son oncle en lui plantant un poignard dans la poitrine.
La croix de grès aurait été élevée à l'endroit du meurtre en 1694.
Outre cette légende, l'achat du fief Ratron (cité précédemment) par un autre seigneur de Saleux, Jean-Henri Le Caron, aurait pu constituer un bon motif pour appeler la croix « croix de Saleux », mais cette acquisition ne fut réalisée qu'en 1725, soit trente et un ans plus tard.
La croix Dezaleux
En 1910, dans un ouvrage intitulé « Histoire du grès et de la gresserie en Picardie », Ernest Héren avait tenté de démontrer que telle était la véritable dénomination. En réalité, si la croix a pu être plantée pour commémorer un événement tragique, le nom qu'elle porte n'aurait rien à voir avec ledit événement. Elle devrait davantage son appellation au prêtre Louis Dezaleux qui fit le dénombrement du fief d'Aubigny, à la demande du duc de Chaulnes, le 21 juin 1674. Il fixa la limite de ce fief à l'endroit précis où la croix fut plantée vingt ans après : il est donc vraisemblable que celle ci fut appelée « croix Dezaleux » en référence à ce prêtre.
Les traditions orales des villages assignent souvent aux monuments une origine mystérieuse. De multiples légendes, rarement plausibles, constituent néanmoins un certain type d'informations sur le passé. La croix Dezaleux n'échappe pas à cette règle. Croix des alleux pour certains, de Saleux pour d'autres, bien des hypothèses étaient avancées. Le nom gardé intact en picard «d'zaleux», qui a permis le rapprochement avec Louis Dezaleux, conforte la thèse d'Ernest Héren, sans remettre en cause certaines légendes se rapportant à la croix.
- La mairie-école, construite en 1880 sur les plans de l'architecte amiénois Charles Billoré en remplacement d'une école de garçons vétuste. Le bâtiment est en brique, couvert par un toit à croupe couronné de deux épis de faîtage. Son axe central est souligné par une lucarne à fronton orné d'un globe[41].

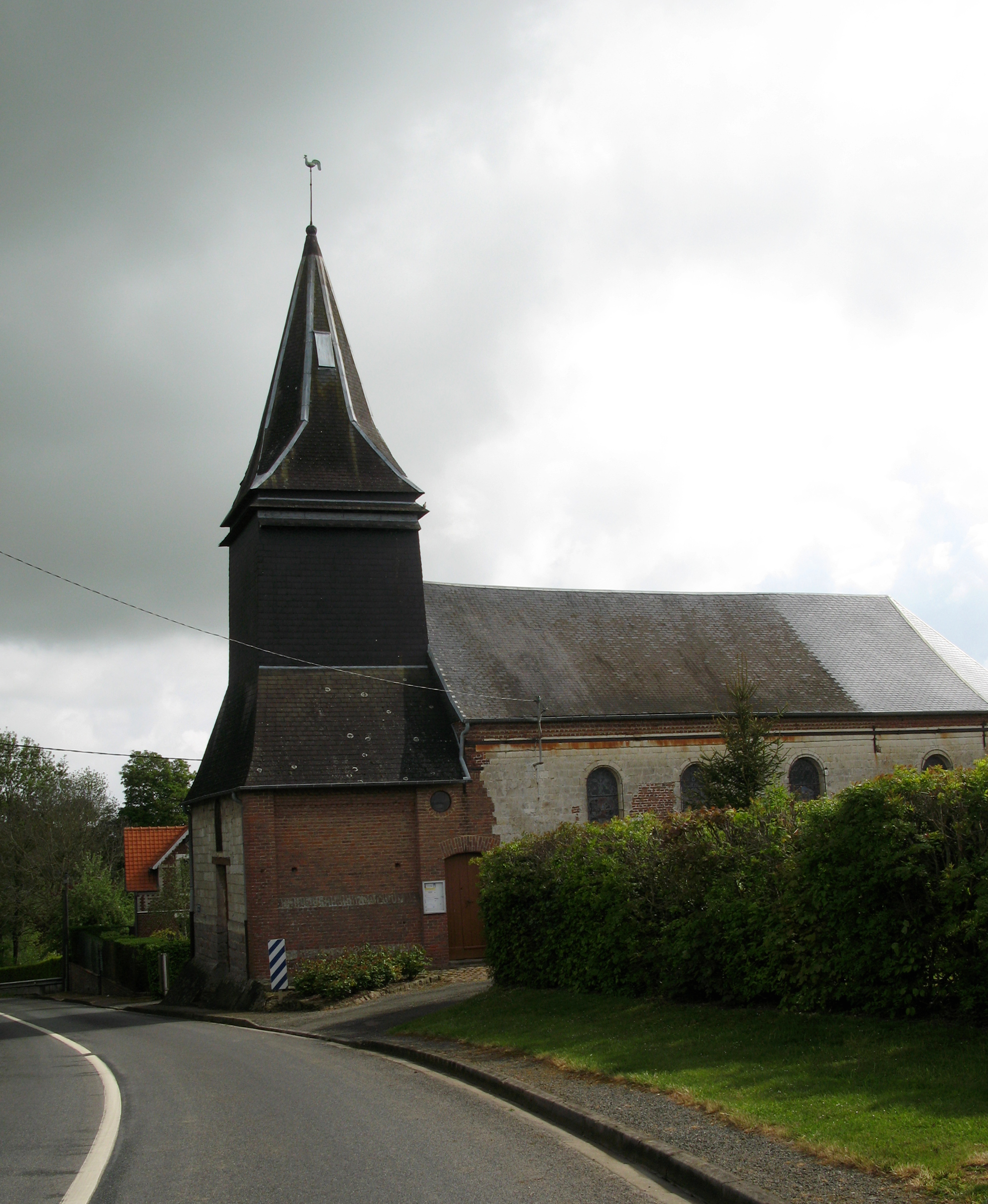
L'église Saint-Jean-Baptiste.

- L'église paroissiale Saint-Jean-Baptiste : l'église paroissiale de Pierregot, construite en craie sur soubassement de grès et comprenant des parties de brique, date du XVIIe siècle. Elle repose sur des fondations plus anciennes. Son plan très simple, se compose d'une nef rectangulaire et d'une abside à trois pans. D'importants travaux furent entrepris au XIXe siècle, notamment sur le clocher. Le pignon du chœur fut également refait en 1820, et les fenêtres sur les élévations nord et sud, furent reprises en 1835[42],[43].
- La chapelle Notre-Dame-dite chapelle O-Pie ou Notre-Dame d'Huppy

Au nord du village, au bord de la route d'Amiens à Pas-en-Artois, surgit une chapelle isolée entourée du cimetière communal. Cet édifice solitaire du XVIe siècle, remanié au XIXe siècle, construit en craie sur un soubassement de grès, est érigé sur le lieu où l'on découvrit, au XIIIe ou au XIVe siècle, une statue de Notre Dame. Une niche fut construite pour abriter son effigie. Un édifice de plus grande ampleur fut ensuite élevé par le seigneur de Baizieux ; il honorait un vœu prononcé avant son départ pour la guerre. Le chevalier aurait fait ériger une abbaye pour desservir la chapelle, mais ces bâtiments conventuels ont disparu,.
- Presbytère du XVIIIe siècle, restauré, 28, Grande rue[46].
- Pierregot a conservé plusieurs maisons du XIXe siècle ou du début du XXe siècle, en brique ou en torchis. On peut ainsi noter une grande ferme agricole avec nombreuses dépendances de la fin du XIXe siècle, 8 rue d'En-Haut[47].
- Tour de l'ancien moulin à vent dit moulin Arrachard, lieu-dit la Plaine des Moulins, construit en 1769[48].

### Personnalités liées à la commune
- Samuel Daveluy[pourquoi ?] : maître brasseur à Rainneville. Fils de François Daveluy, et d'Anthome Chault (Bliault). Né à Pierregot, le 4 mars 1600, baptisé sept jours plus tard. Marié avec Hélène Godefroy, qui lui donna au moins un enfant, Paul Daveluy, auteur de la célèbre, [cette branche québécoise a donné des écrivains, des hommes de radio, et des musiciens de réputation mondiale. V. Raymond Daveluy, Paule Daveluy, ou Monsieur Bricole],[pourquoi ?] branche québécoise, et ancêtre de Louis-Adolphe Daveluy, fondateur de Daveluyville, dans le comté d'Artabaska, au Québec[réf. nécessaire].
- Albert Daveluy : employé d'octroi de la ville d'Amiens, né à Pierregot le 23 septembre 1848 et mort à Mouy, dans l'Oise. Ancien combattant de la guerre franco-allemande de 1870. Blessé à la bataille de Forbach-Spicheren, il fut fait prisonnier à Metz, et s'évada par la Hollande[réf. nécessaire]. Arrière-grand-père du biographe Jerry de Pierregot[49]

- Victor Ernest Daveluy : militaire, né à Pierregot 1er juillet 1871. Fils  François Daveluy, dit Des Bas Bleus, et de Céraphine Cozette. médaille commémorative de l'expédition du Tonkin ;  médaille commémorative de l'expédition de Chine (1901). Les Boxers, secte chinoise, s'étant révoltés contre les forces militaires Européennes et Américaines, aboutirent au massacre de Pékin qui, fut l'excuse de l'expédition internationale. Ernest participa aux Cinquante-cinq jours de Pékin[réf. nécessaire].

Il fut rappelé lors de la Première Guerre mondiale et disparait en 1915 à l'âge de quarante-quatre ans[réf. nécessaire]
Mort pour la France. Son nom figure sur le monument commémoratif de Poix-de-Picardie[réf. nécessaire].
- Méloé Colette Daveluy : en 1867, le peintre J. van den Haute, donna les traits de Méloé Colette à la femme portant le bébé, dans La Nativité de la Vierge, une œuvre picturale exposée dans le chœur de l'église Saint-Jean-Baptiste de Pierregot[réf. nécessaire].
- J. van den Haute' : artiste-peintre, auteur de La Nativité de la Vierge, donné par  Napoléon III à l'église de Pierregot[réf. nécessaire].
- Bernard Cuvelier : né à Deûlémont (Nord) en 1934, il reprend une exploitation agricole à Pierregot en 1963. Élu conseiller municipal de la commune en 1965, il devient maire-adjoint en 1977. Réélu successivement à ce poste durant six mandats, il se retire de la vie publique en 2008. Nommé chevalier de l'ordre du mérite agricole en 2008, il reçoit la médaille d'honneur régionale, départementale et communale, grade " or "[50], en 2009. Il décède à Amiens (Somme) en août 2019[51].